# Pueblo abron
El pueblo abron (también conocido como abro, bono, boron, brong, brongo) pertenece mayoritariamente al grupo akan. Algunas de sus comunidades como la de los brong se piensa que nacieron de una integración con gente de la etnia guang. Su población total se estima en 1.670.000 personas,1.435.000 en Ghana y 235.000 en Costa de Marfil. Hablan mayoritariamente un dialecto akan, llamado abron.
Sus comunidades se congregan en el tramo medio del río Comoe  (Costa de Marfil), el río Tano sobre su naciente (Ghana), y en el centro sur de Ghana en las regiones de Brong-Ahafo y Volta. Mayoritariamente organizan sus comunidades por el orden matrilineal.
En algunas publicaciones se menciona como abron a las comunidades del río Comoe y como bono a las del río Tano. También puede encontrarse con preferencia la utilización del nombre brong para la rama de este pueblo relacionada con el antiguo reino de Bono Manso.

## Origen

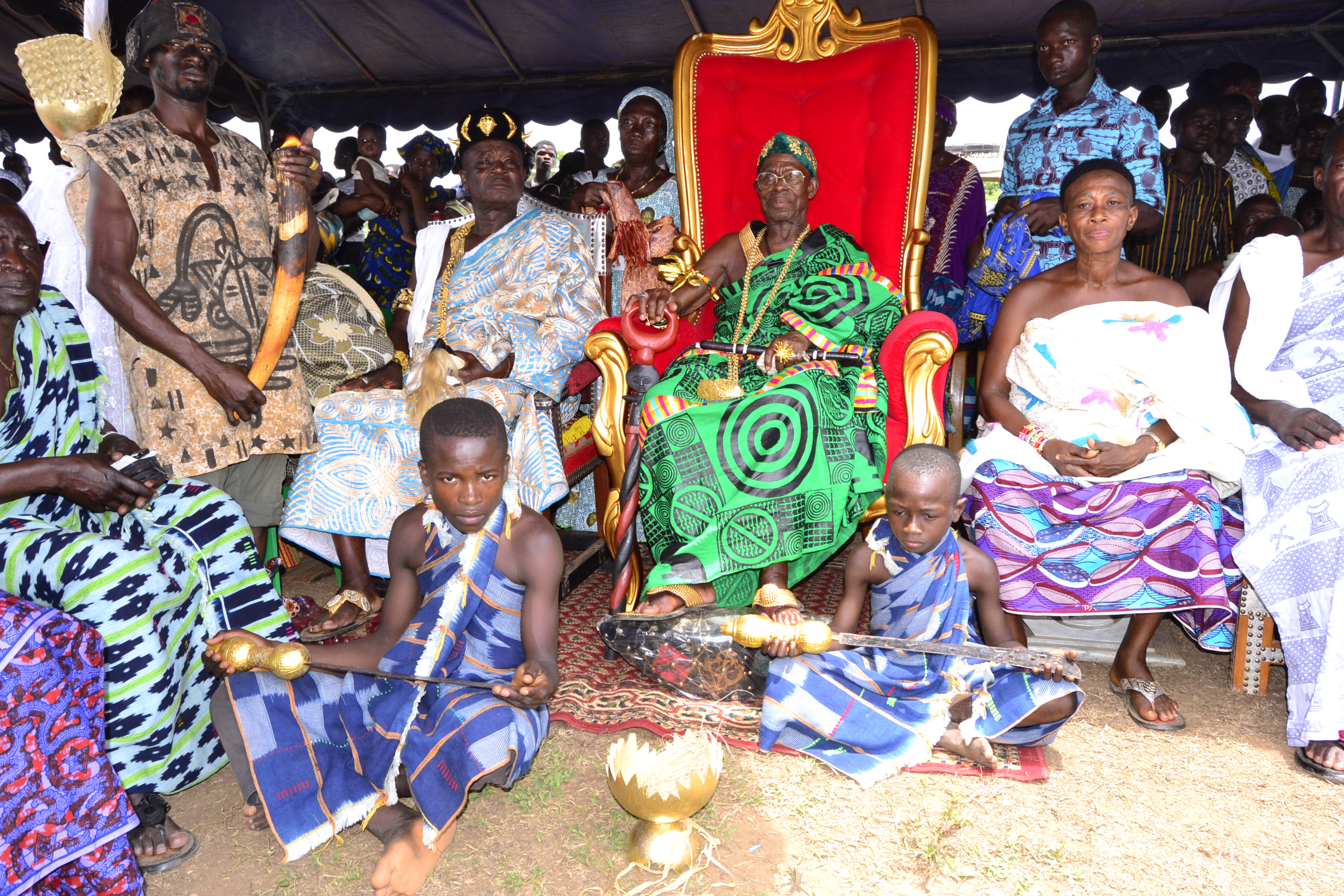
Rey Abron (Bron) flanqueados por la reina, sus guerreros, su bastón, su cazadora de moscas, dos niños empuñando espadas y sentados frente al rey.

El pueblo abron como buena parte de la cultura Akan señalan el refugio rocoso, o “agujero sagrado” de Amuowi, sobre la naciente del río Tano, muy cerca de Bono Manso, como cuna de su gente o país Akan. Investigaciones arqueológicas datan la presencia akan en este lugar entre el año 370 y 510 d. C. Cronología vinculada al inicio de la Edad del Hierro en África Occidental y que tendrá en Bono Manso (Begho) uno de sus principales yacimientos arqueológicos.

## Historia

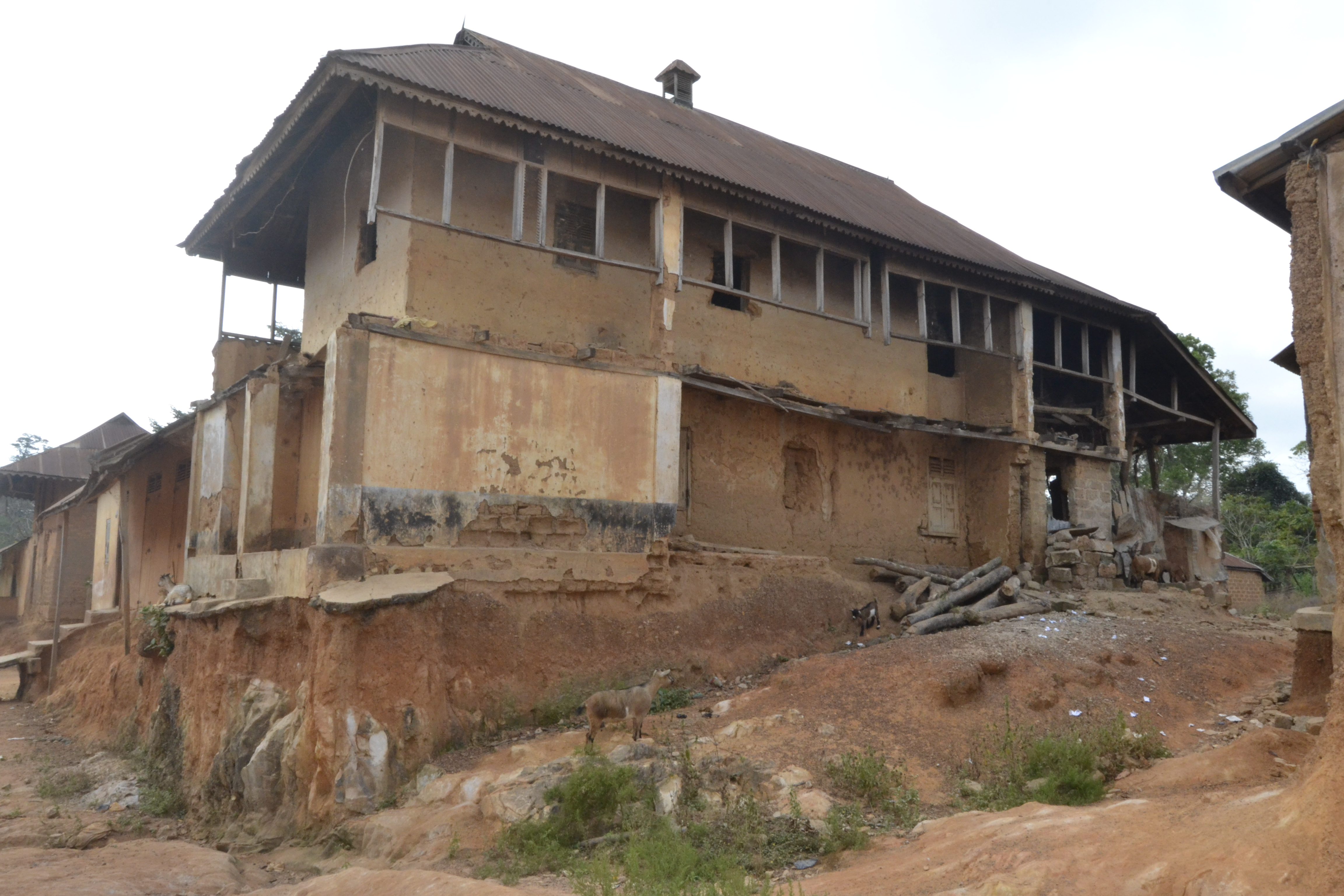
Vivienda tradicional de adobe en dos plantas del pueblo abron.

Se atribuye a los abron el establecimiento de asentamientos en la región del alto río Tano a partir del siglo VI. Entre ellos estaría las bases de la futura ciudad y capital del reino Bono Manso. Dentro de esta expansión se encuentra el actual yacimiento de Bonoso, datado entre el 660 y el 1085 d. C., que será vinculado a una rama o clan de los brong llamada wenchi brong. Culmina esta etapa con el asentamiento proto-urbano de Begho, datado entre el año 965 y 1125 d. C. y fundaddo por el rey Efua Nyarko. Las excavaciones arqueológicas en Begho revelaron indicios del trabajo y comercialización del hierro, marfil, cerámica ornamentada con barbotina y pintura. Los registros etnoarqueológicos de esta última etapa señalan la consolidación tecnológica, comercial y cultural del pueblo bono.

### Reino de Bono Manso
Fue el primer centro de poder del pueblo bono, elegido como capital por los sucesivos reyes. Contaba con ricos yacimientos de atwe weboo, nódulos de laterita para la fundición del hierro. Trabajos arqueológicos revelaron la presencia de tecnología del hierro desde el siglo IV. Su posición estratégica entre la región de sabana y la selva, le permitió adquirir un gran dinamismo comercial. Por otra parte, el emplazamiento se veía enriquecido por la presencia de oro aluvial y nuez de kola. La posición geográfica favorecía también  el comercio de largo alcance, por ser el punto más meridional donde se podía llegar con bestias de carga sin mayores riesgos.

### Reino Gyaaman
La rama abro habría tenido contacto inicialmente con el reino Akwamu, en plena sabana. De Akwamu emigraron a Kumasi desplazados por los asante en la segunda mitad del siglo XVII. Kumasi, zona poblada desde antiguo que posee yacimientos arqueológicos  con verdaderas “fábricas” de hachas de piedra y registros de actividad agrícola del siglo XIV.
Los enfrentamientos armados entre los pueblos Denkyra y Andasi (1650-1670) provocaron la huida del pueblo abron hacia su actual ubicación entre los ríos Comoe y Tano. Al llegar a su nuevo territorio sometieron a los pueblos kulango, nafana y mandé y fundaron el reino Gyaaman.
El proceso de expansión del reino Gyaaman durante el siglo XVII comenzó con la conquista del estado de Kulango y una parte del de Nafana. Así llegaron los dominios del reino Gyaaman has el río Comoe. La llegada al río Comoe permitió al pueblo abron dominar el comercio entre Bonduku, Kumasi y Krinjabo. Un comercio que se estableción en base al oro y la kola.
Entre 1731 y 1740 el reino Gyaaman fue sometido por el pueblo asante. El reino fue obligado a pagar un tributo ayibuade, de dos mil esclavos anuales al imperio asante.
En 1896 el reino Gyaaman fue ocupado por tropas francesas.

### Begho

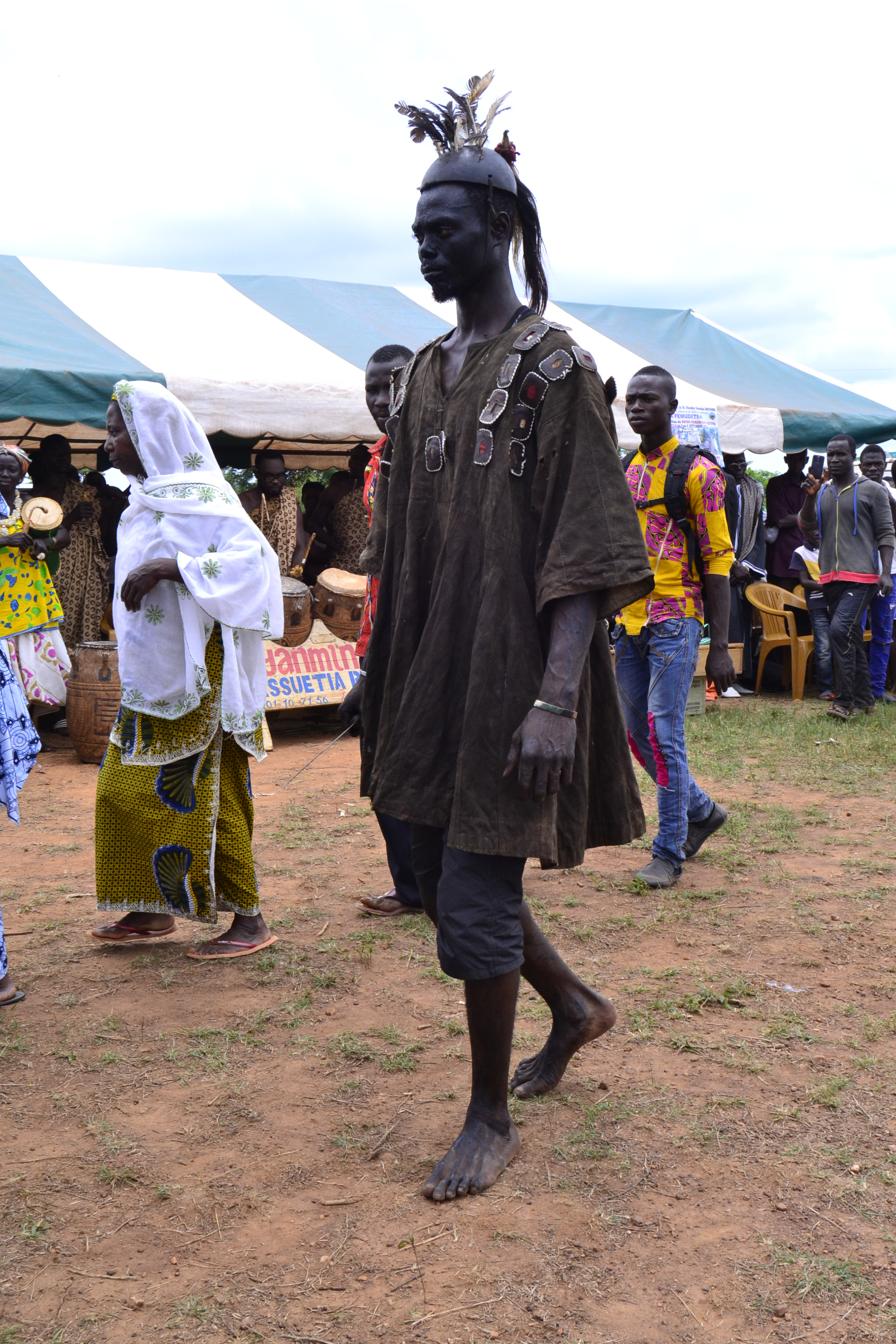
Atuendo de guerrero Abron

Begho (también Bighu o Bitu; llamado Bew y Nsokɔ por los Akan) era una antigua ciudad comercial dominada por los bono (abron), ubicada al sur del Volta Negro en la zona de transición entre el bosque y la sabana al noroeste de Brong-Ahafo . La ciudad fue relativamente importante por ser paso de caravanas del norte del Imperio de Mali aproximadamente desde la década del 1100 d. C. Los bienes comercializados incluían marfil, sal , cuero, oro, nueces de cola , telas y aleaciones de cobre.
Las excavaciones arqueológicas han permitido desenterrar las evidencias más antiguas de la tecnología del hierro, datadas entre el año 105 al 255 d. C. Hornos y escoria de hierro se encontraron junto con restos de cerámica y carbón vegetal que permitió las primeras dataciones.
Por otra parte, los trabajos revelaron estructuras de paredes desnudas fechadas  entre el 1350 y 1750 d. C., así como cerámica de todo tipo, pipas de fumar y evidencia de fundición de hierro.  Con una población estimada en más de 10.000 personas, Begho era una de las ciudades más grandes de la parte sur de África occidental en el momento de la llegada de los portugueses en 1471.
[El rey de Malí ocupó Begho a mediados del siglo XVI como un "fracaso percibido del Bighu Juula para mantener suministros de oro", según Bakewell. "Como resultado de la ocupación de Bighu, parece claro que el rey de Malí obtuvo acceso durante un tiempo a esa zona del comercio de oro Akan que los Wangara pudieron controlar". Bakewell también señala que "el sitio de la ciudad abandonada de Bighu, o Bitu, en la actual Ghana se encuentra cerca de la actual aldea de Hani".
En 1723 el pueblo bono fue sometido por los asante.

## Economía
En la actualidad el pueblo abron se dedica a la agricultura de subsitencia, con plantaciones de cacao, café y kola.

## Cultura

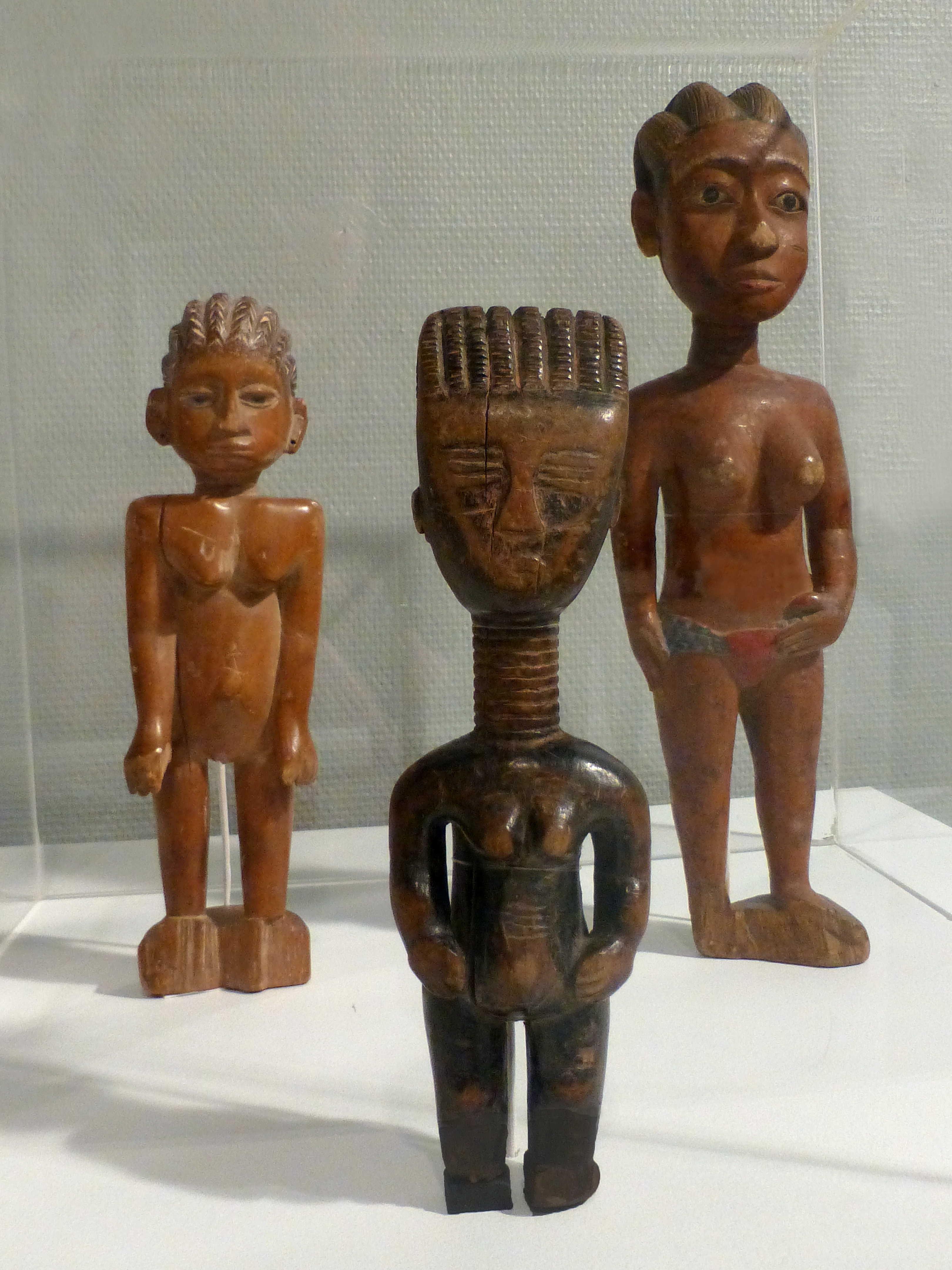
Estatuillas de madera de figuras femeninas. Población de Abron. Costa de Marfil. Museo Africano de Lyon

El arte y la cultura de las comunidades mantienen la influencia akan. Utilizan la tecnología del hierro con el método de la cera para sus trabajos en metal de máscaras, pesas y orfebrería. (cl, 2006,83)
La evolución de las tradiciones espirituales akan se vio influenciada en algunas comunidades por el proceso de islamización y evangelización cristiana posterior. En el siglo XI los registros religiosos señalan cierta paridad de adeptos al islam o al cristianismo de la etnia bono.